# Pyramide d'Amenemhat III
La pyramide d'Amenemhat III, aussi appelée pyramide noire, est située à Dahchour en Égypte. Elle fait partie du premier complexe pyramidal que le pharaon Amenemhat III se fit édifier, avant de choisir un autre site à Hawara pour la deuxième pyramide qui lui servit de sépulture. Dotée d'une infrastructure remarquablement complexe, la pyramide a livré un des plus beaux pyramidions qui nous soit parvenus. Le monument fut exploré et identifié pour la première fois au XIXe siècle par Jacques de Morgan. Une étude approfondie fut ensuite effectuée par Dieter Arnold entre 1976 et 1983.

## Le complexe funéraire
Le complexe, fortement ruiné, est dominé par le massif de briques, ancien noyau de la pyramide autrefois revêtu d'un parement de calcaire fin de Tourah. Composé d'une chaussée, d'un temple funéraire et d'un temple de la vallée, le plan est orienté classiquement suivant l'axe est-ouest contrairement au complexe construit par le père d'Amenemhat III, Sésostris III.
Une chaussée prenant son origine dans la vallée mène à un temple dit « temple de la vallée ». De celui-ci s'ouvre une large avenue débouchant au temple funéraire accolé à la face est de la pyramide. Fait inhabituel, une vaste construction, sans doute un temple, borde le côté nord de cette avenue.
Un premier mur à redans ceint la pyramide et un deuxième mur clôt l'ensemble funéraire. Le temple funéraire est de plan très simple lorsque l'on considère les constructions antérieures mais le temple bordant l'avenue est sans équivalent connu.
Il s'agit également du premier complexe (et l'un des seuls) à n'être muni d'aucune pyramide subsidiaire. Autre fait exceptionnel, il semble qu'il n'y ait jamais eu de chapelle accolée contre la face nord de la pyramide.

Reconstitutions du complexe funéraire d'Amenemhat III à Dahchour (dessins : Franck Monnier)
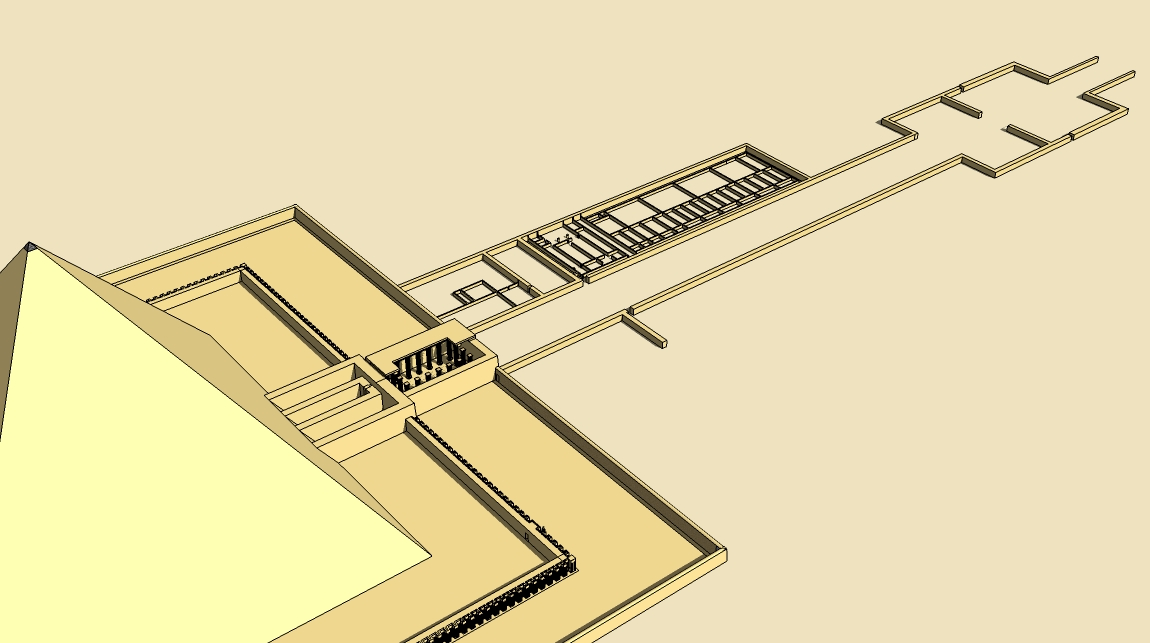
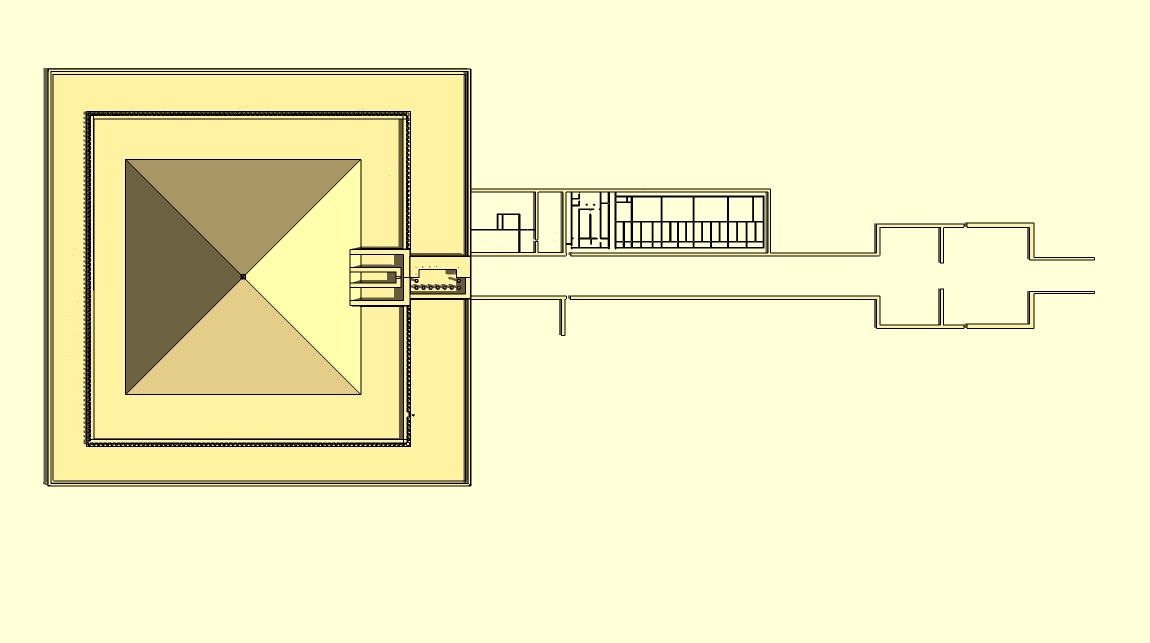
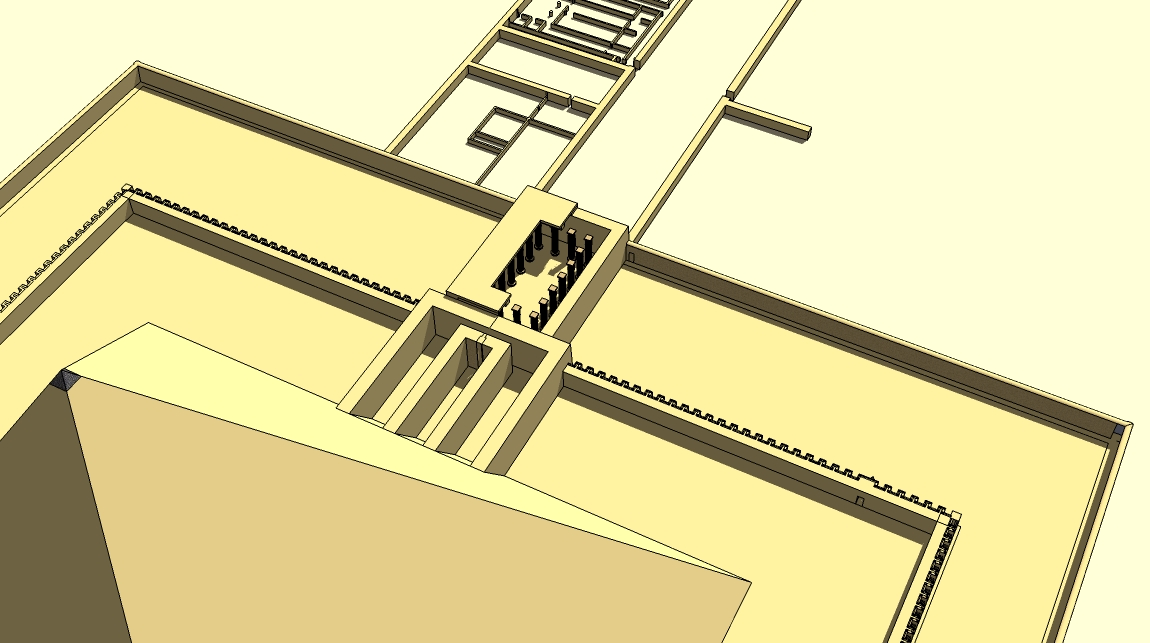
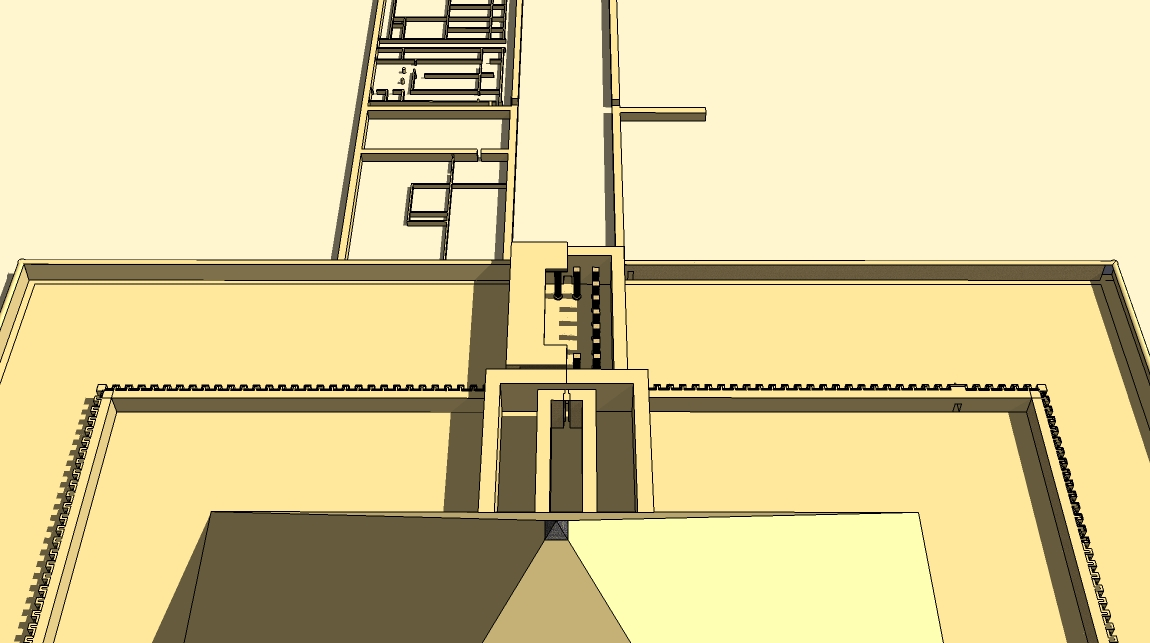
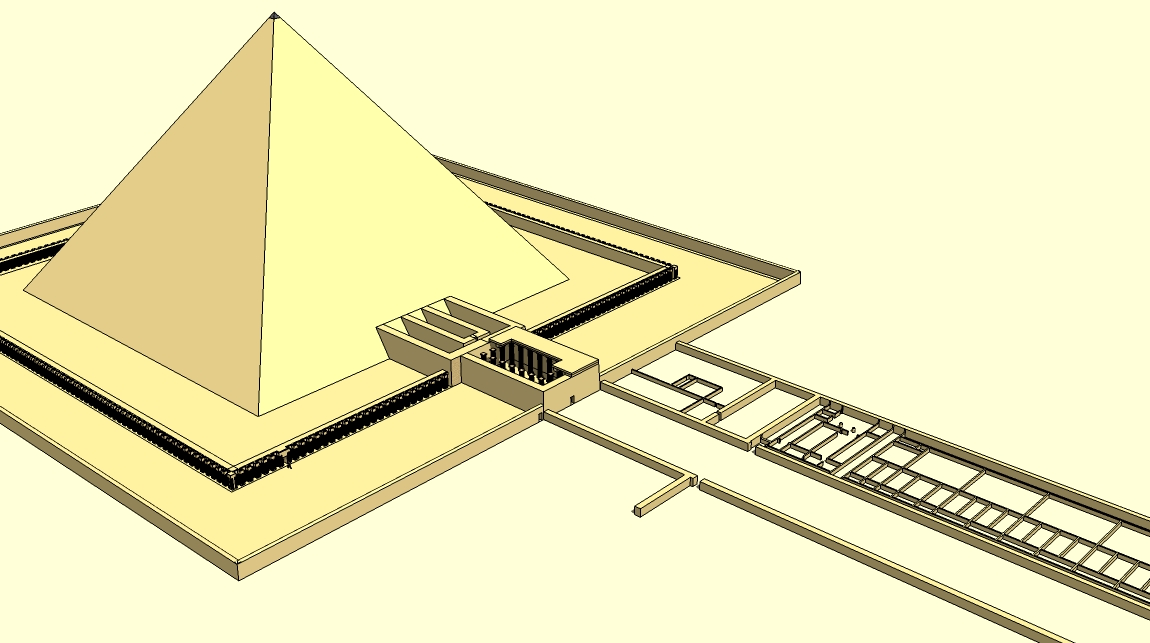
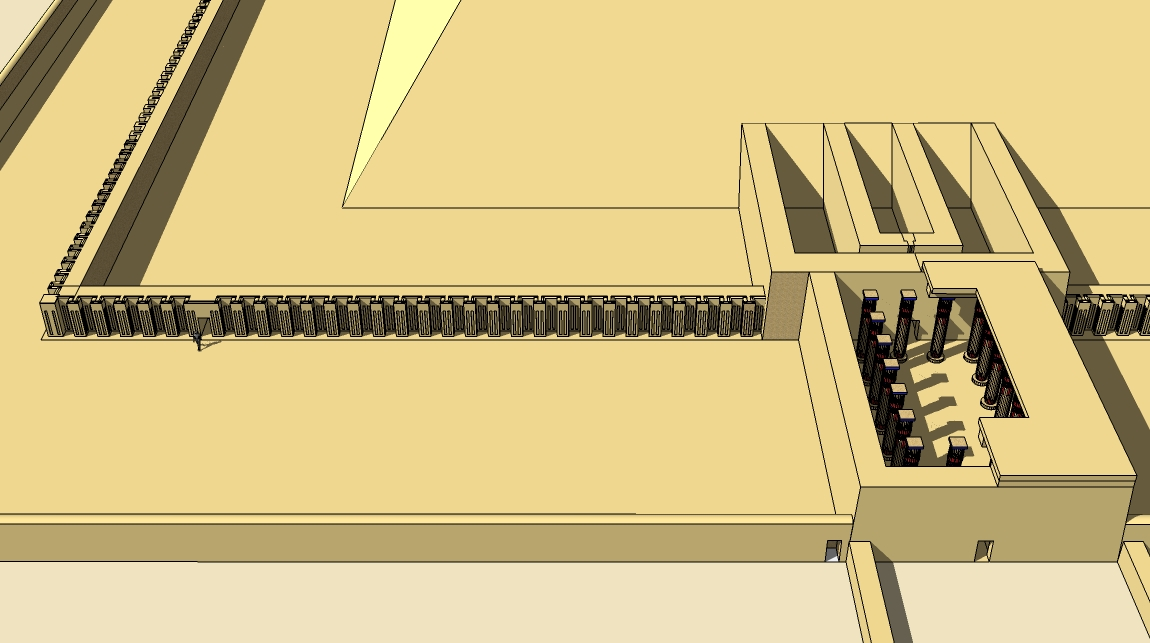
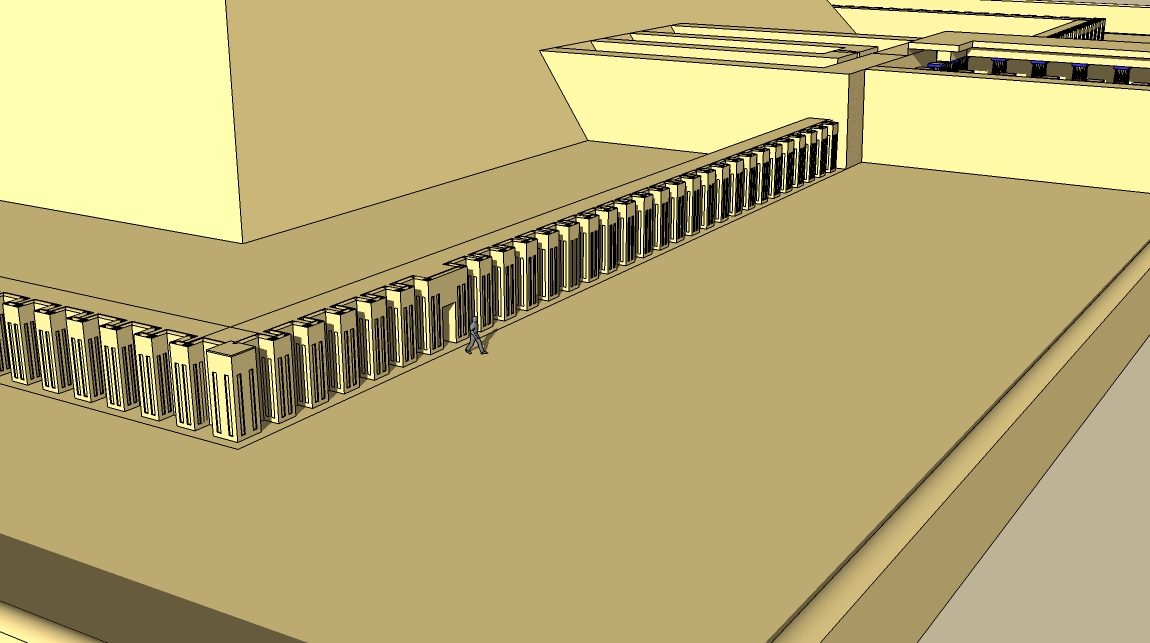

### La pyramide

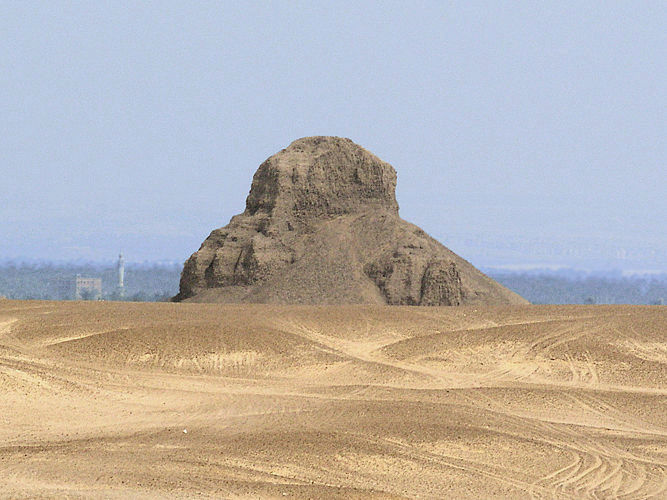
La pyramide ruinée d'Amenemhat III ou pyramide noire.

La pyramide a une base de cent-cinq mètres de côté et une hauteur de soixante-quinze mètres à l'origine. L'angle d'inclinaison de ses faces était de 57° 15′ 50″. La superstructure, entièrement construite en briques crues, est dépourvue de murs de renforts, comme il était de coutume jusqu'alors durant la XIIe dynastie. Le massif était recouvert d'un parement constitué de gros blocs de calcaire fin de Tourah. Fait peu commun, la pyramide possède deux entrées, une sur la face est et l'autre sur la face ouest. Ces accès donnent sur un réseau de galeries et de chambres d'une complexité que l'on ne retrouve que dans la première pyramide d'Égypte, la pyramide de Djéser. Plusieurs reines furent inhumées dans ce monument. Des signes d'instabilité de la structure ont dû contraindre Amenemhat III à choisir un autre site pour édifier son tombeau.

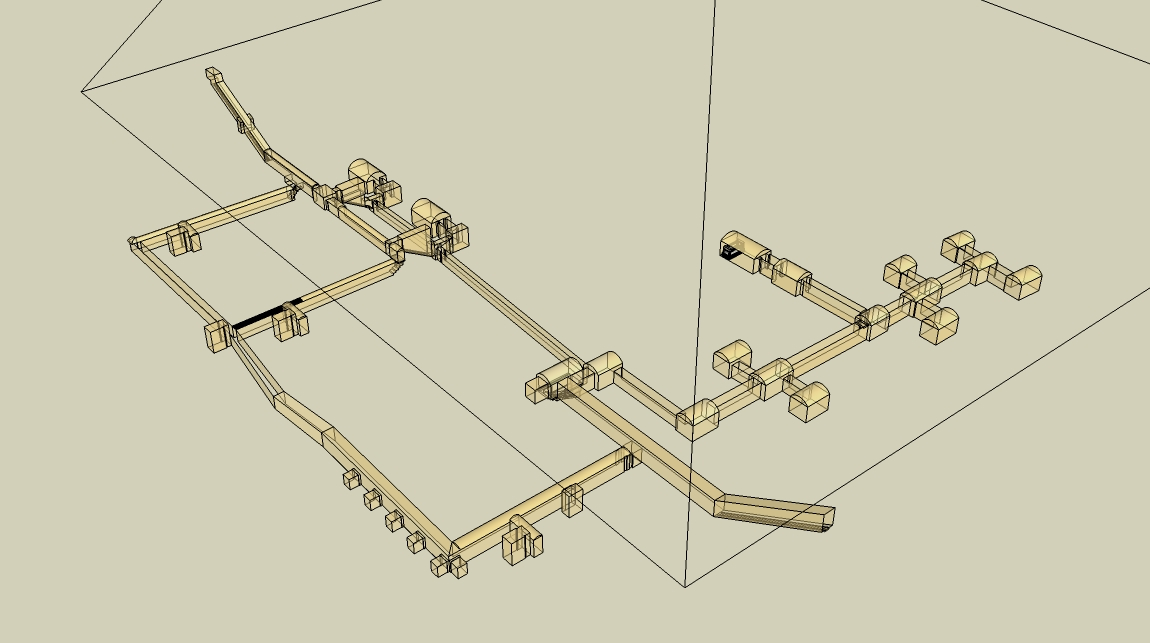
Vue perspective des appartements funéraires à partir de l'entrée nord (dessin : Franck Monnier).

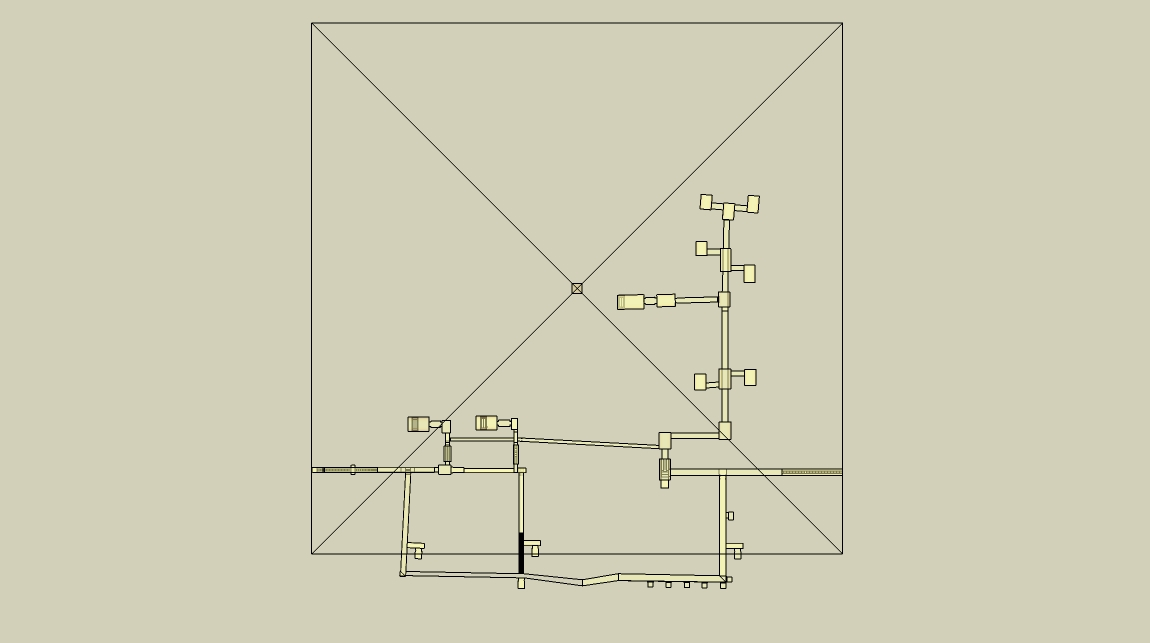
Plan des appartements funéraires (entrée nord à droite) (dessin : Franck Monnier).

Pour la première fois depuis la IIIe dynastie, l'accès aux appartements funéraires se fait par un escalier. L'entrée mène à une première antichambre couverte, comme toutes les chambres de l'infrastructure, d'une voûte à intrados curviligne. Une niche est aménagée dans le mur sud de cette dernière autrefois destinée à accueillir la caisse à canopes contenant les viscères du pharaon. Un petit escalier, dans le mur nord, donne accès à un réseau de galeries à l'est, constituant les appartements funéraires du roi et, à l'ouest, les appartements funéraires des reines. Le sarcophage d'Amenemhat III, décoré de motifs à redans, prend place dans l'une des treize chambres et antichambres de la partie est. Une chapelle du Ka, ainsi que six autres chambres, ont été aménagées dans une galerie annexe, au sud de la substructure. L'hypothèse a été avancée qu'elles étaient en quelque sorte similaires au tombeau sud du complexe funéraire de Djéser. Entre les règnes de Djéser et d'Amenemhat III, le tombeau sud était figuré par une (ou des) pyramide(s) satellite(s). Seulement ici, et il s'agit encore d'une innovation, la pyramide satellite ainsi que les pyramides subsidiaires des reines ont été simplement supprimées pour prendre corps avec l'infrastructure de la pyramide.
L'entrée ouest mène à deux ensembles funéraires reliés par des couloirs et destinés à deux reines du pharaon, la reine Âat et une autre qui n'a pu être identifiée. Le premier ensemble à partir de l'ouest prend fin dans une chambre rectangulaire voûtée contenant encore le sarcophage de la reine Âat ainsi qu'une niche destinée à accueillir la caisse à canopes. De même que pour le pharaon, le caveau est accessible par un escalier menant à deux antichambres. Âat eu également le privilège d'avoir sa propre chapelle du Ka, aménagée près du corridor d'accès. De nombreux objets furent trouvés dans ces appartements, tels deux massues, sept coffres en albâtre, un récipient à onguent et quelques pièces de joaillerie. Dieter Arnold pense que le complexe funéraire d'Âat fut planifié dès le début de la construction de la pyramide puis, que les plans furent modifiés peu avant la fin de la construction afin d'y inclure la tombe d'une autre reine avec un agencement semblable et placé à côté du premier tombeau. Là aussi, des objets furent découverts tels des bijoux et des fragments de statues. Des débris d'ossements appartenant aux deux reines ont pu être étudiés. Les résultats des analyses ont permis d'estimer leur âge : Âat devait avoir environ trente-cinq ans et la seconde reine environ vingt-cinq ans.
Ce labyrinthe de corridors, bien que tout à fait unique pour le Moyen Empire, devait avoir une signification religieuse très précise. Le sarcophage royal est situé au nord. Une paire d'yeux Oudjat ont été sculptés sur la face est du sarcophage pour permettre au souverain de regarder en direction du lever du soleil symbolisant la résurrection. Le coffre à canope git au sud, à un niveau supérieur et faisant face à l'escalier menant à la chambre funéraire. Plus au sud, et au même niveau que la chambre funéraire, se situait la tombe du Ka.
Les différents ensembles funéraires furent tous connectés. 
Durant la quinzième année du règne d'Amenemhat III, les travaux furent presque terminés lorsque survint une catastrophe interne. De nombreux plafonds résistant mal aux charges montrèrent des signes d'instabilités. De nombreux renforts en cèdre furent introduits et des voûtes en briques renforcèrent la protection des corridors. Comme le pharaon Snéfrou quelques siècles auparavant, Amenemhat III dut se résoudre à construire une autre pyramide. Pour cela, il choisit le site d'Hawara.
Un pyramidion en granit noir fut découvert en 1900, gisant sous les débris de la face est de la pyramide. Couvert de hiéroglyphes sur ses quatre côtés, son remarquable état de conservation a incité les égyptologues à douter qu'il n'ait jamais pris sa position au sommet de la pyramide. Amenemhat III se fit construire une autre pyramide à Hawara. Cependant, il n'abandonna pas le site de Dahchour. Mark Lehner émet l'hypothèse que le pyramidion ait pu prendre place au sein du temple funéraire, symbolisant en quelque sorte la pierre Benben d'Héliopolis.

Reconstitutions des appartements funéraires d'Amenemhat III à Dahchour (dessins : Franck Monnier)
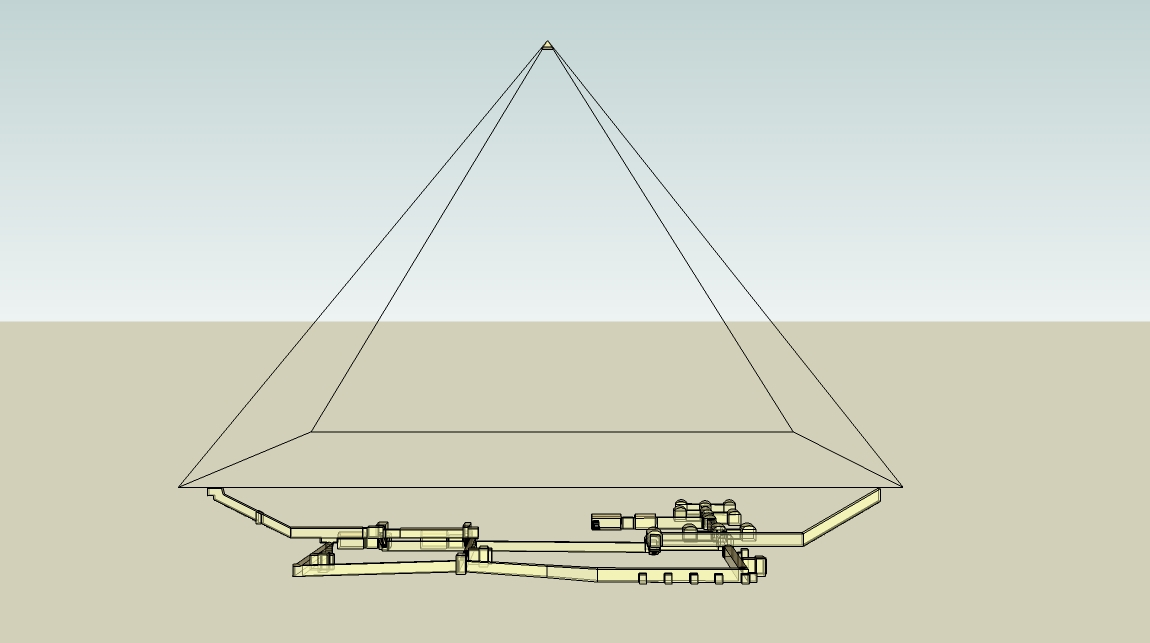
Vue d'ensemble des souterrains (à gauche, l'entrée sud).
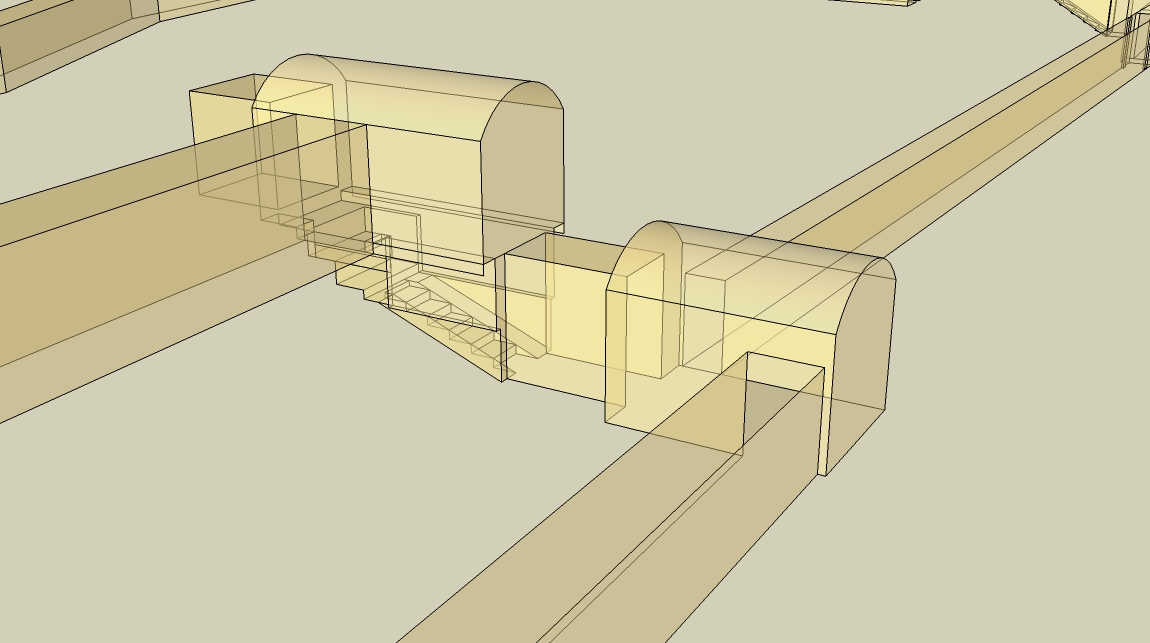
Première antichambre.
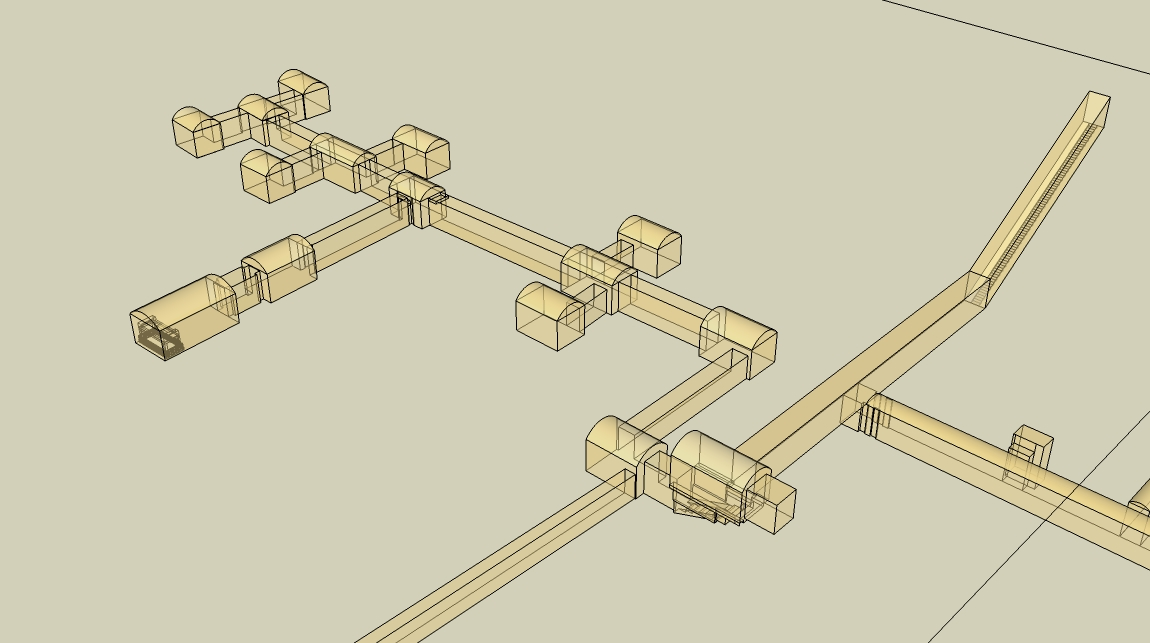
Réseau de galeries consacré au pharaon et contenant le sarcophage d'Amenemhat.
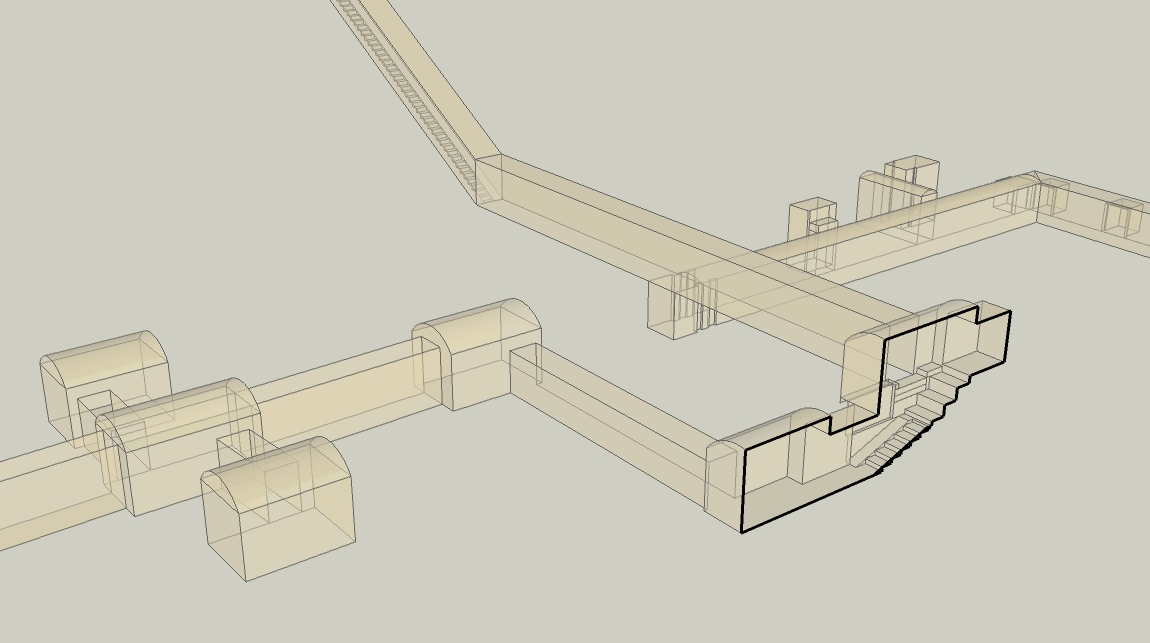
Vue en coupe de la première antichambre (vue vers le nord).
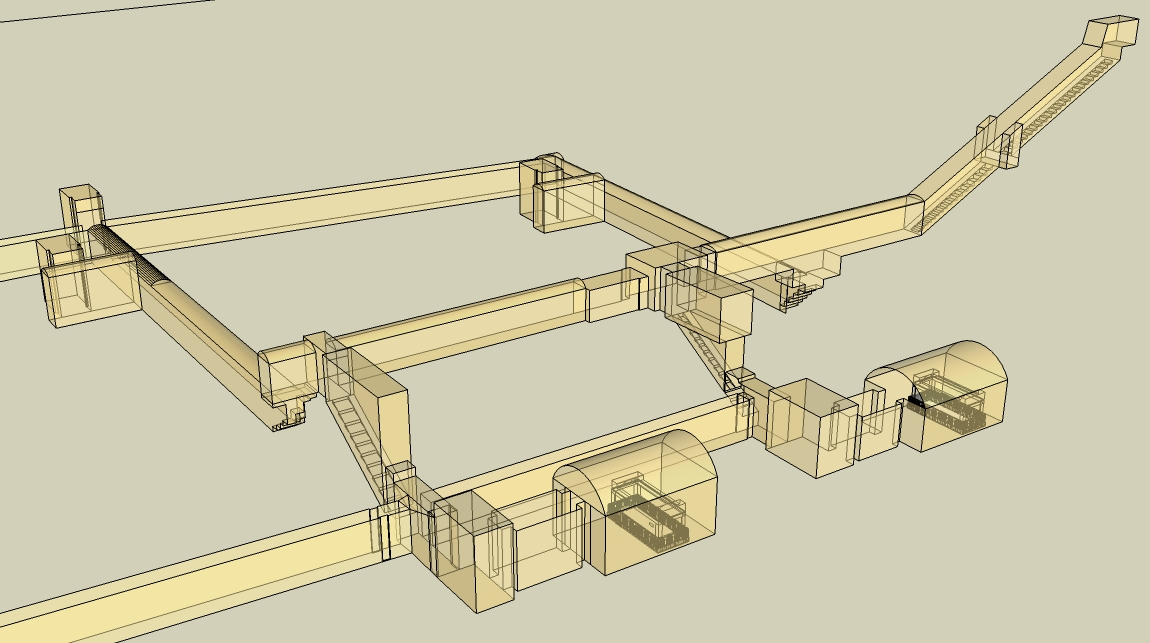
Réseau réservé aux deux reines (à droite, le sarcophage d'Aât ; à l'extrémité droite, l'entrée sud).
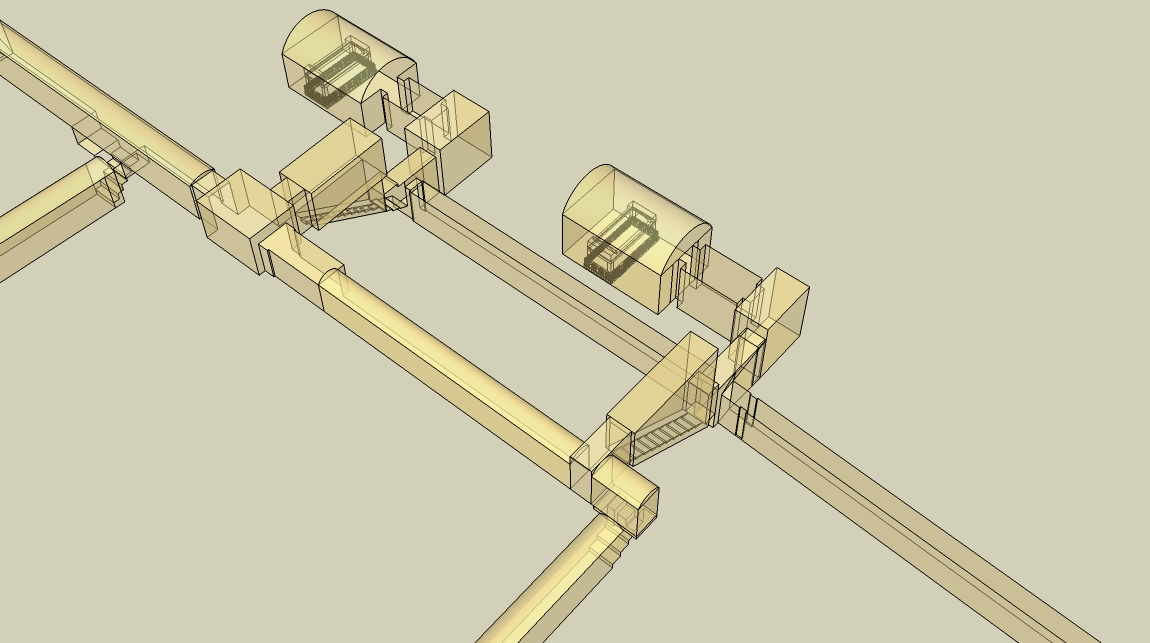
Les chambres funéraires des deux reines.
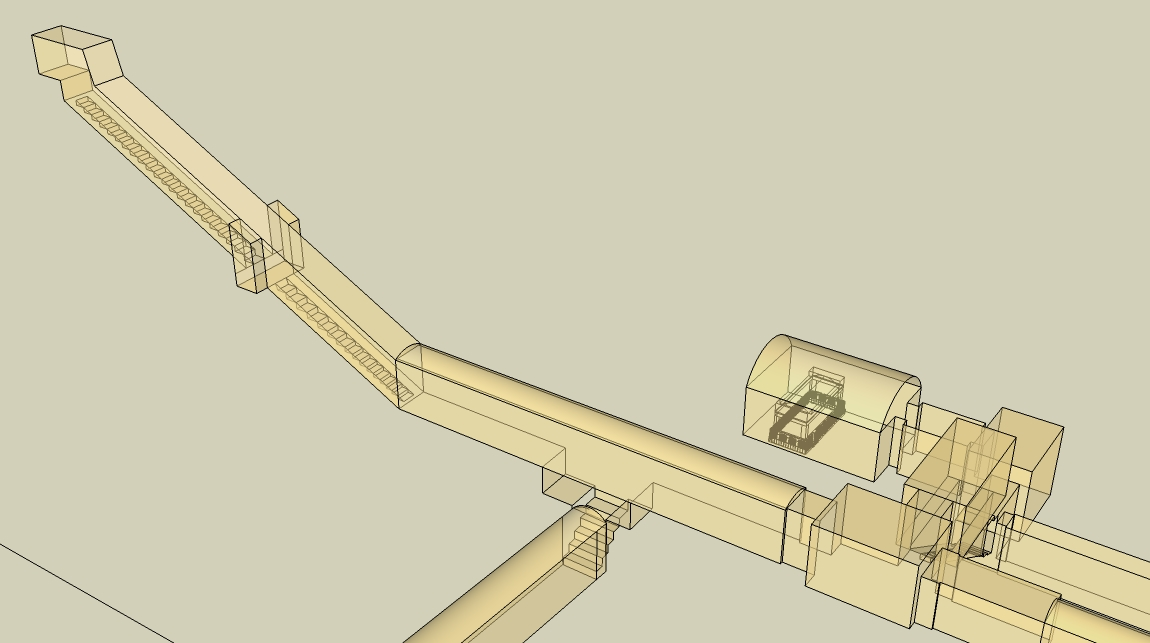
L'entrée sud.
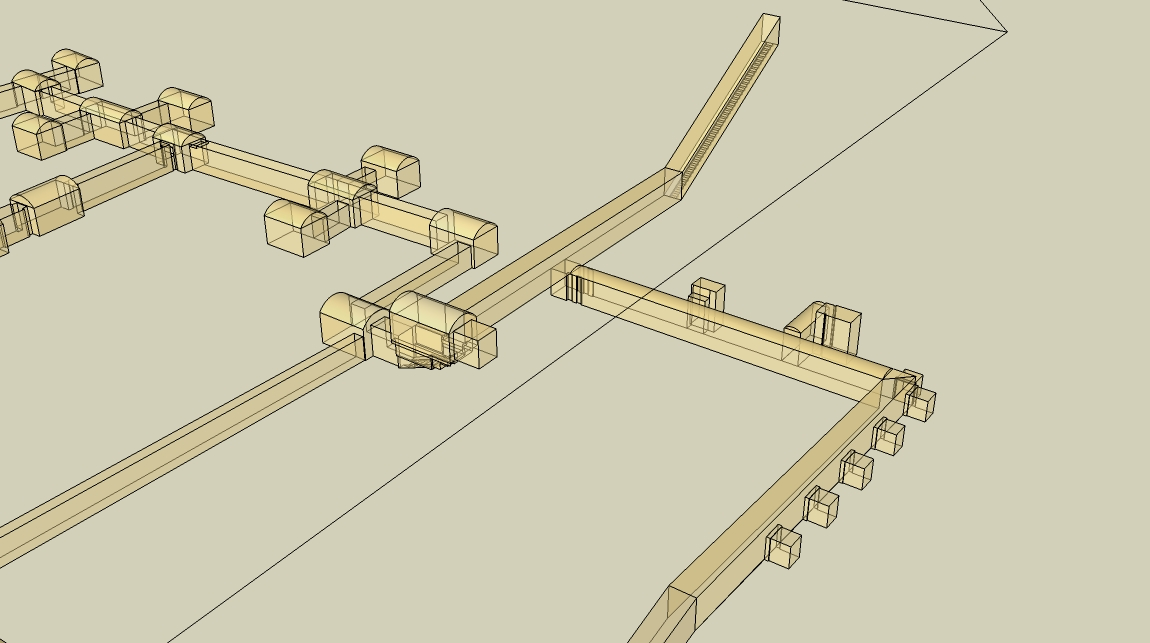
Chapelles du Ka (vue vers le nord).
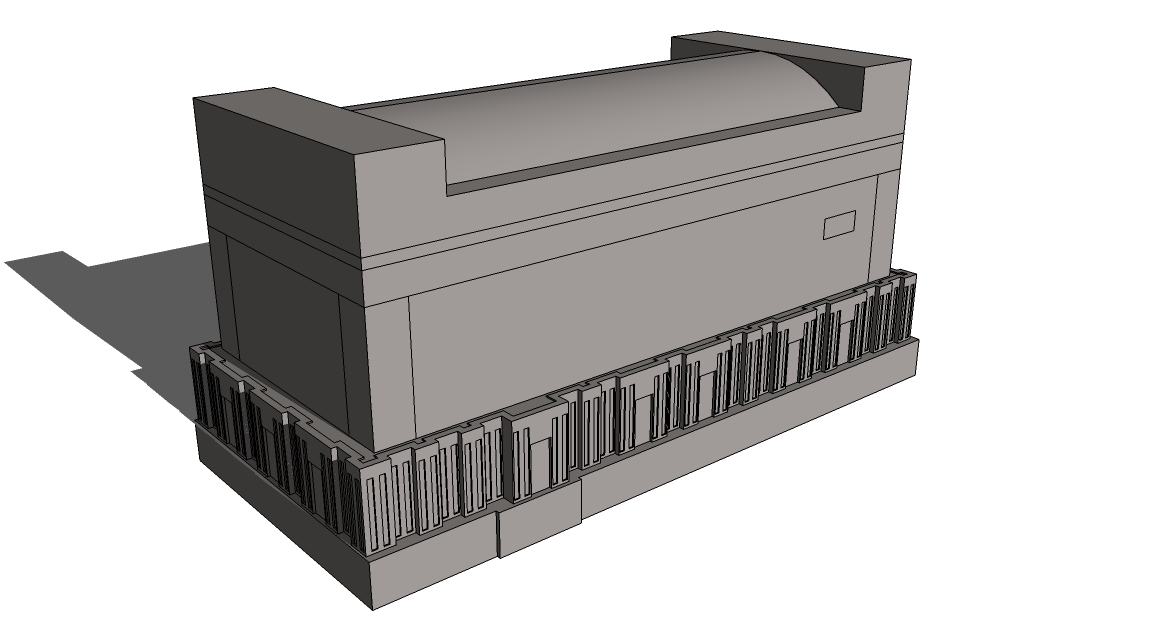
Sarcophage d'Amenemhat.
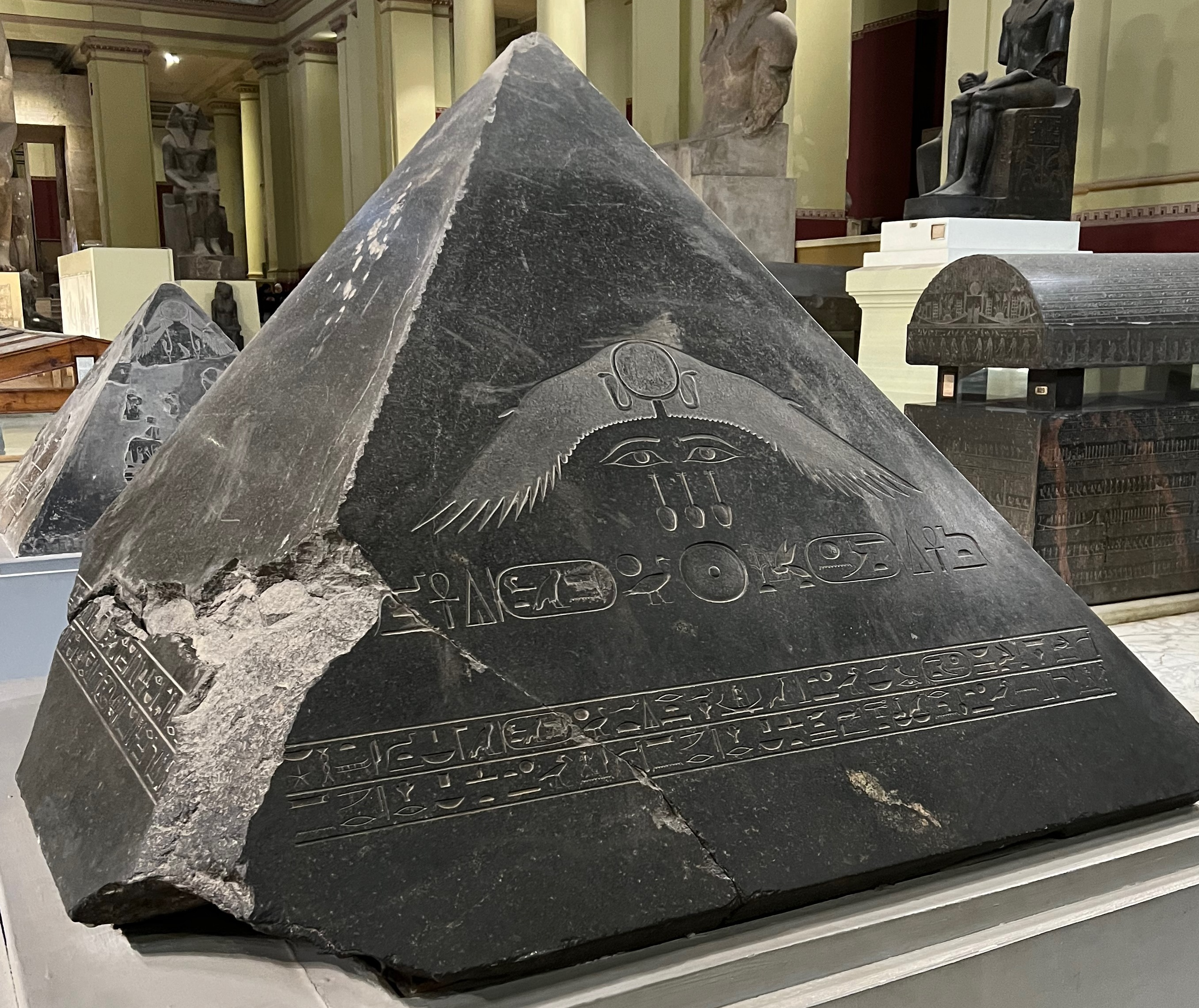
Pyramidion en granite exposé au Musée du Caire.

### La maquette

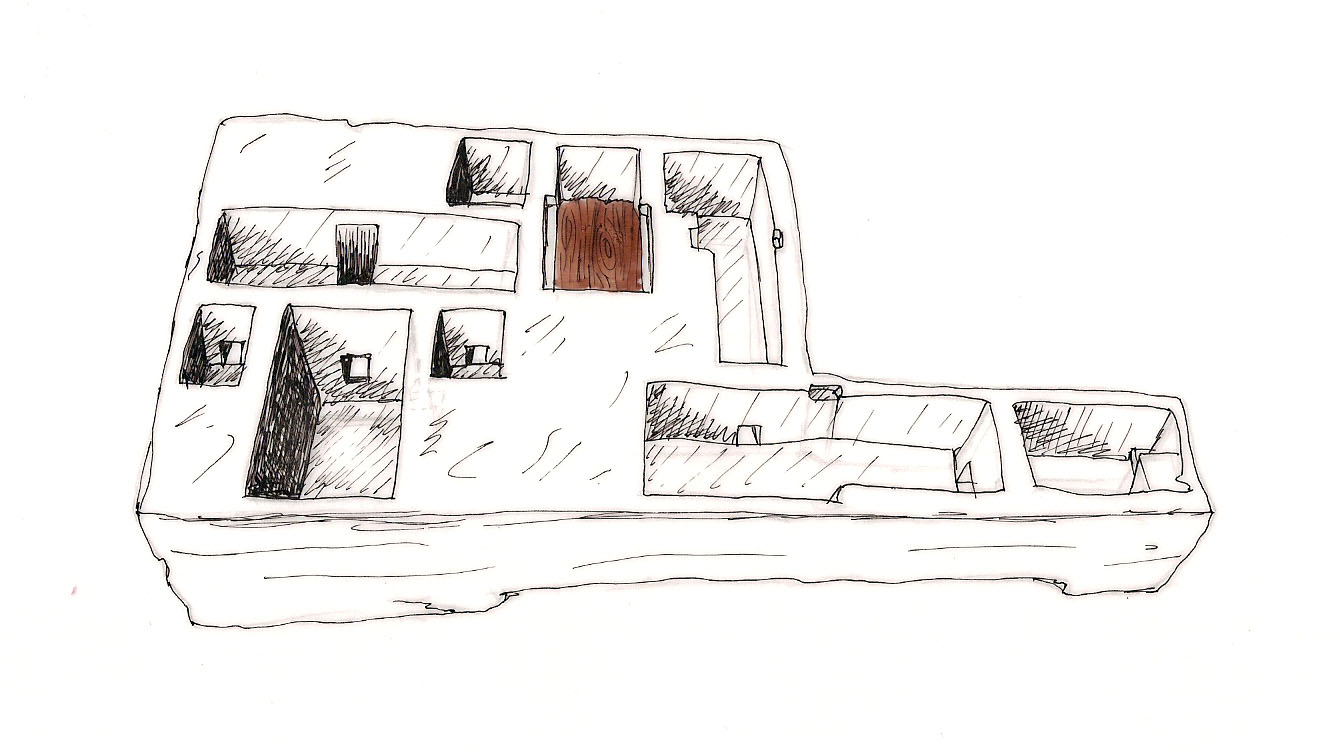
Maquette des appartements souterrains de la pyramide d'Amenemhat III à Hawara (dessin : Franck Monnier).

Cette formidable découverte a été faite en 1976 dans le sol du complexe funéraire d'Amenemhat III. Cette maquette représente l'infrastructure de la pyramide de Hawara. Les galeries sont courtes et il n'y a qu'une seule chambre avec herse. Le caveau, avec son réseau de galeries, est très bien décrit avec les deux accès latéraux permettant de vider le sable retenant la dalle suspendue et la chambre parallèle à la cuve. Des cavités permettaient d'insérer des pièces de bois mobiles afin de simuler la fermeture du caveau et de la herse. La herse en bois est encore présente dans la maquette.

### Le temple funéraire
Cet élément est ici d'une simplicité extrême. Réduit à un simple sanctuaire précédé d'une cour à portique, des maigres vestiges de colonnes papyriformes permettent de présumer que, comme à la pyramide de Sésostris III, cette cour fut entourée de dix-huit de ces colonnes. Cette sobriété dans la conception contraste nettement avec le faste déployé à la deuxième pyramide de Hawara dont le temple comparé à un labyrinthe fut décrit par les voyageurs de l'Antiquité jusqu'au XVIIIe siècle comme l'une des œuvres les plus remarquables qu'aient léguées les anciens égyptiens.

Reconstitutions du temple funéraire avec colonnes papyriformes d'Amenemhat III à Dahchour (dessins : Franck Monnier)
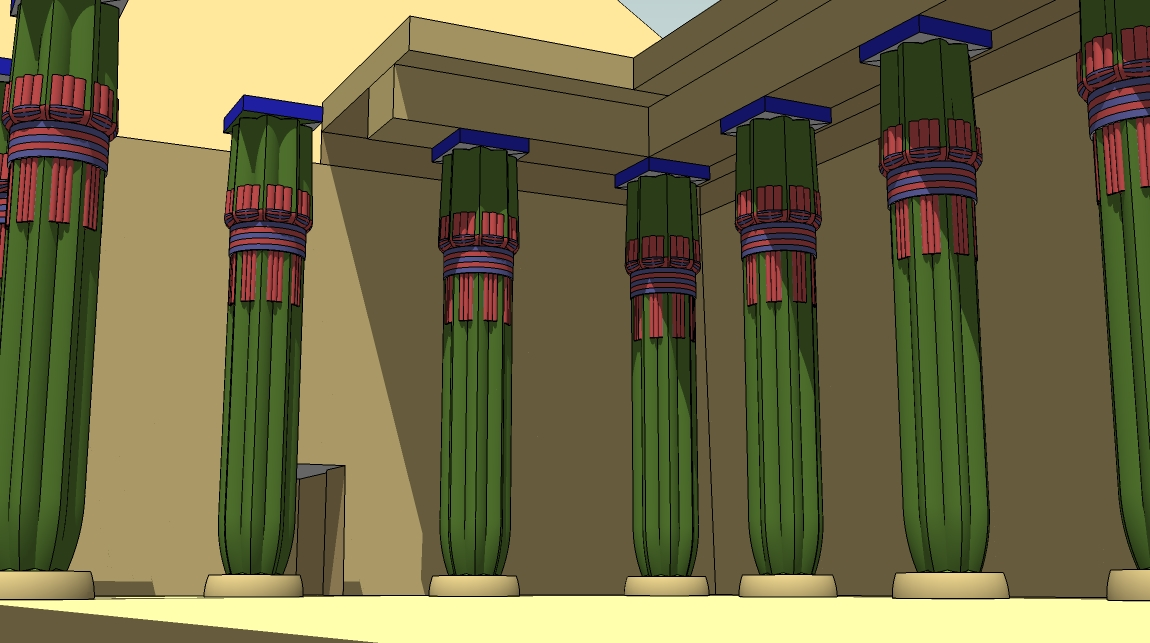
Colonnade du temple funéraire.
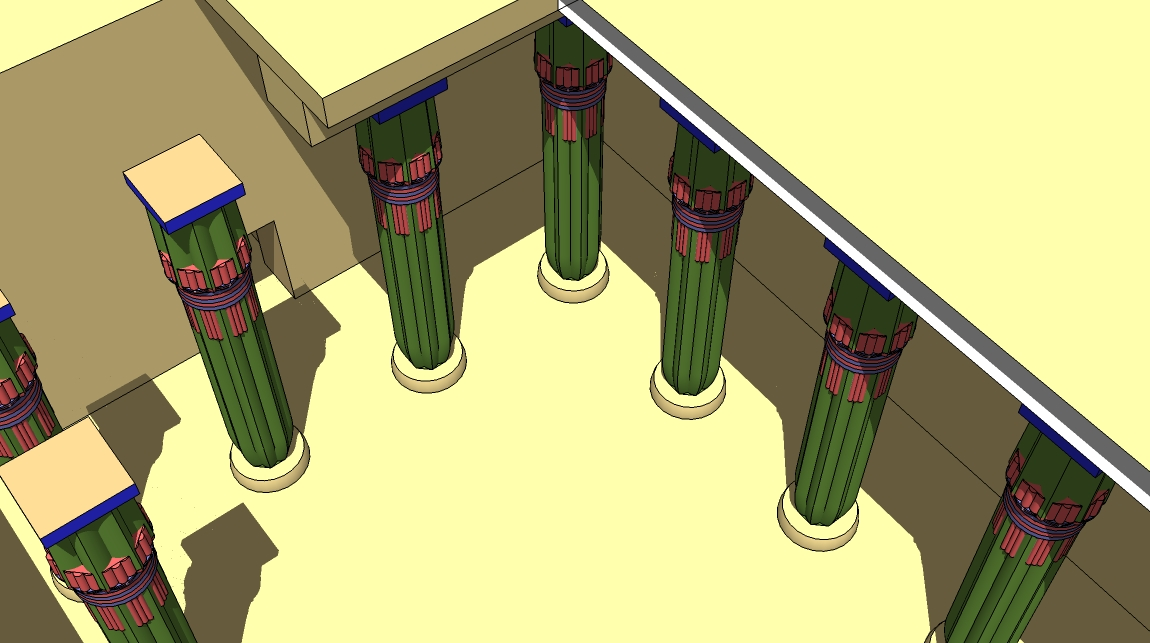
Colonnade du temple funéraire.
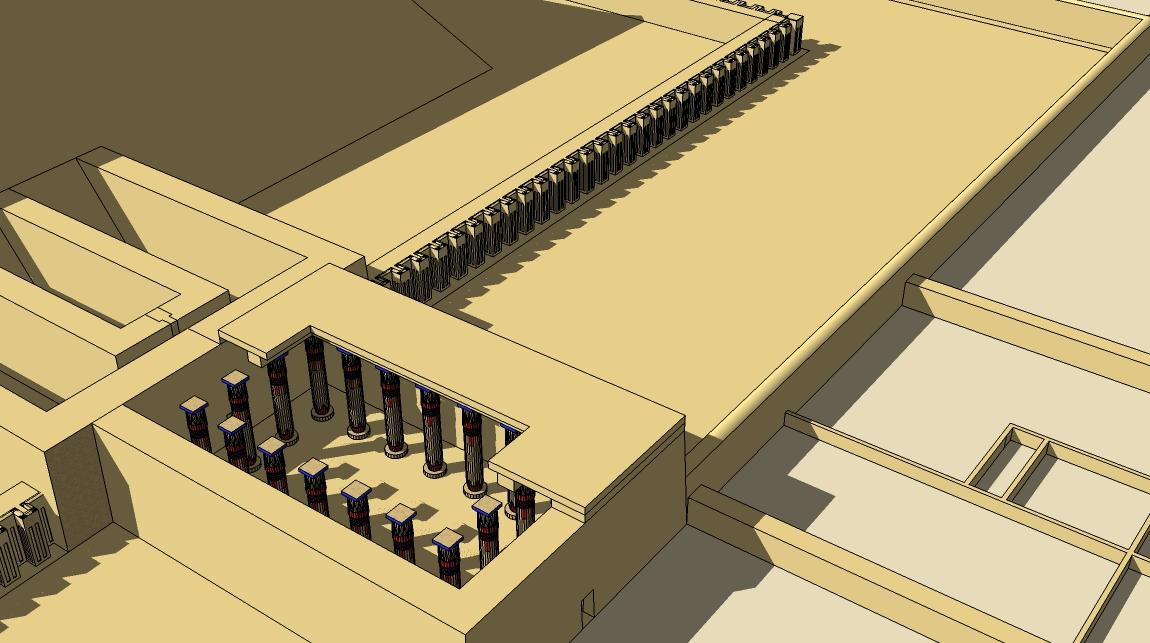
Vue aérienne.

## Exploration relatée par Jacques de Morgan

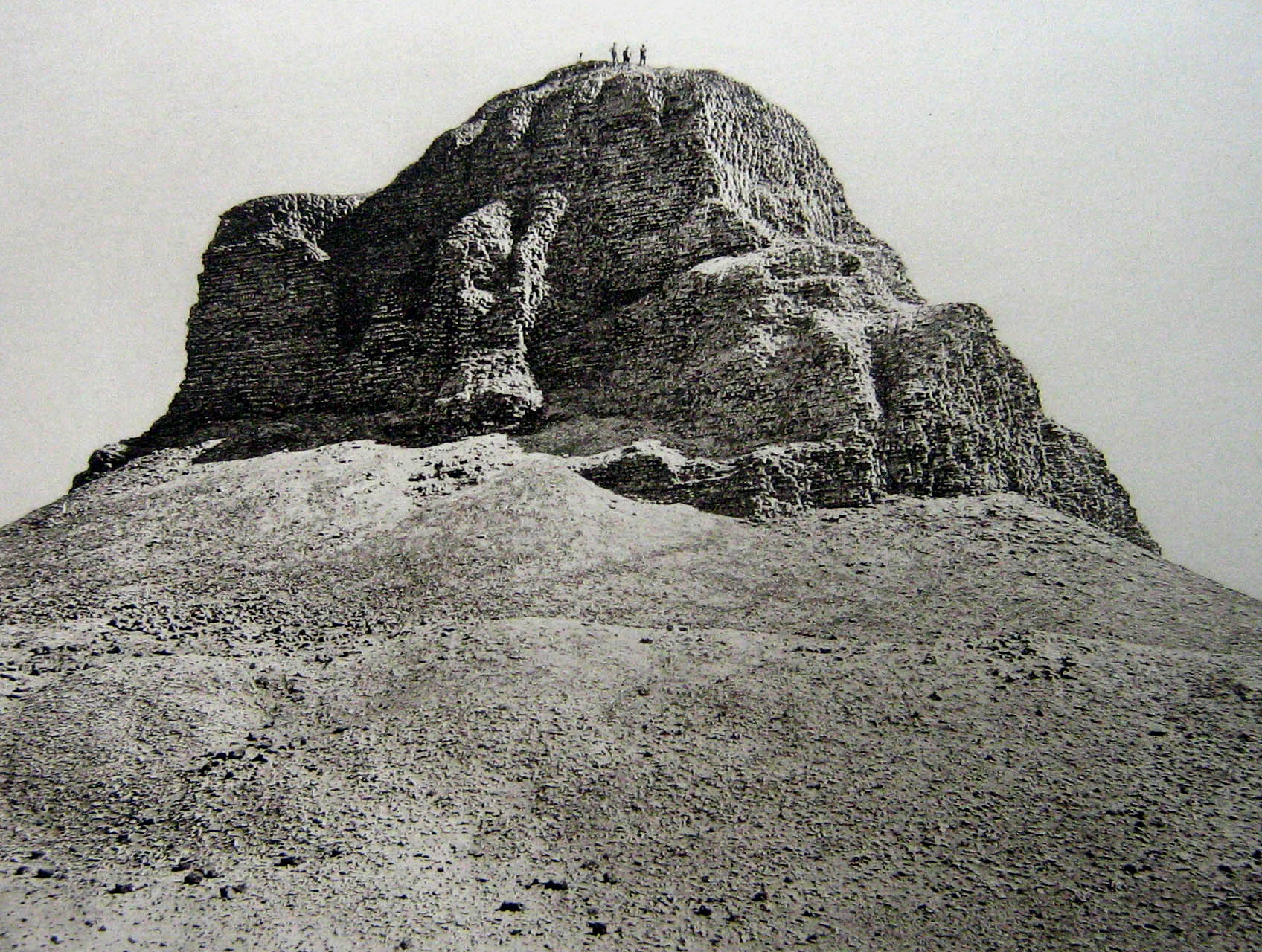
Pyramide d'Amenemhat III
photo de 1894.

### Le complexe
« 
La pyramide était autrefois revêtue de calcaire de Tourah, mais après l'exploitation de ces matériaux il n'est plus resté qu'un massif de briques qui lentement perdit ses formes sous l'action des intempéries et sous la pioche des fellahs qui de tout temps vinrent prendre dans le colosse d'argile les éléments de leurs habitations. Cette pyramide possédait-elle deux pentes comme le fait existe dans sa voisine de l'ouest, ou n'en avait-elle qu'une ? Il serait difficile de se prononcer, car elle ne présente plus aujourd'hui que l'aspect d'une colline abrupte ; cependant je suis porté à croire qu'elle fut rhomboïdale, si j'en juge par l'inclinaison des murailles du revêtement et des massifs de briques qui existent encore. (…) 

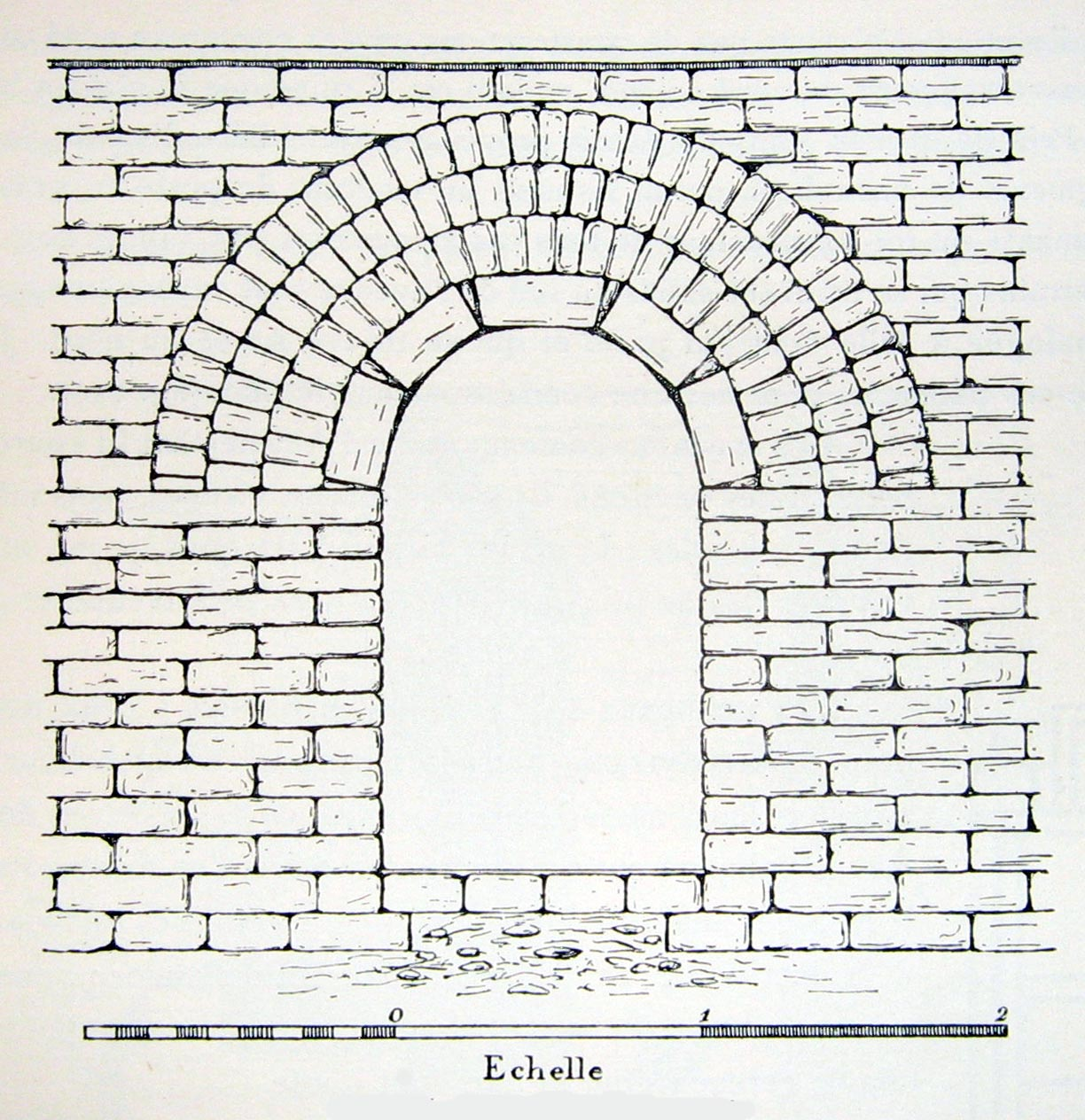
Couloir voûté.

Le terrain compris dans l'enceinte royale ne mesurait pas moins de 33 756 mètres carrés, régulièrement réparti autour du monument principal. Au sud, dans tout l'espace compris entre le pied de la pyramide et son mur d'enceinte au milieu des couches épaisses formées des débris des travaux souterrains, je n'ai rencontré qu'un tombeau et il avait été pillé. À l'ouest, le terrain était vide. Au nord s'alignaient les dix puits dont deux seulement renfermaient des momies : ceux du roi Hor Aou-ab-Ra et de la princesse Noub-Hotep. À l'est se trouvaient les restes informes du temple funéraire, parmi lesquels j'ai rencontré des inscriptions d'Amenemhat III.
Les recherches n'avaient pas été poussées plus avant, lorsqu'en automne 1895, j'ai repris les travaux. Le 5 décembre j'entrais en galerie de mine sous la pyramide en l'attaquant par le centre de la face septentrionale. Pendant que ces travaux se poursuivaient, je couvrais de sondages tous les terrains situés à l'est de la muraille d'enceinte, partie du plateau dans laquelle on voyait très clairement les traces d'une longue avenue marchant en ligne droite de la vallée vers la pyramide et les vestiges de constructions importantes.
L'avenue qui, partant de la vallée, aboutissait au temple funéraire, est dirigée d'est en ouest, c'est-à-dire qu'elle rencontre normalement le mur d'enceinte des terrains réservés à la famille royale. Elle était elle-même bordée à droite et à gauche de murailles dont l'élévation nous est inconnue, mais qui présentent à la base une épaisseur de 2,30 mètres. Le milieu de l'avenue était dallé sur une largeur de 8,55 mètres, les bas côtés larges chacun de cinq mètres étaient simplement garnis de briques crues pour le passage des piétons, tandis que les chars circulaient au centre, si toutefois il existait alors des attelages de bœufs, car les chevaux étaient inconnus en Égypte. La largeur totale de l'avenue était donc de 18,55 mètres.
Avant d'atteindre la vallée, cette avenue traversait sur un pont une douve qui, bordée d'une muraille, limitait à l'est la nécropole. Ce pont, large de 4,80 mètres et long de 5,20 mètres est entièrement construit en calcaire de Tourah, son tablier formé de blocs énormes repose directement sur les pieds droits.
Au-dessus du pont, l'avenue s'élargit pour former une vaste cour, jadis dallée, au-dessous elle descend en pente douce vers la vallée.
Au nord de l'avenue et contre elle, j'ai rencontré un massif de constructions des plus curieux, composé d'une succession de cours, de chambres et de couloirs.
Entre le mur d'enceinte et les murailles de ce massif se trouvait une rue pavée en briques, qui, tournant à angle droit, suit le côté de l'avenue pour retourner ensuite vers le nord, puis vers l'ouest et donner accès dans une partie des bâtiments.
Entre la cour A et ce chemin, à l'ouest, se trouvait un couloir voûté (voir figure ci-contre), placé en contrebas, aux extrémités duquel deux escaliers permettaient de descendre.
En déblayant ce couloir, j'ai rencontré un petit autel en calcaire, un fragment de stèle au nom de la reine Aât et la moitié d'une table d'offrandes aux noms et aux titres de la même princesse.

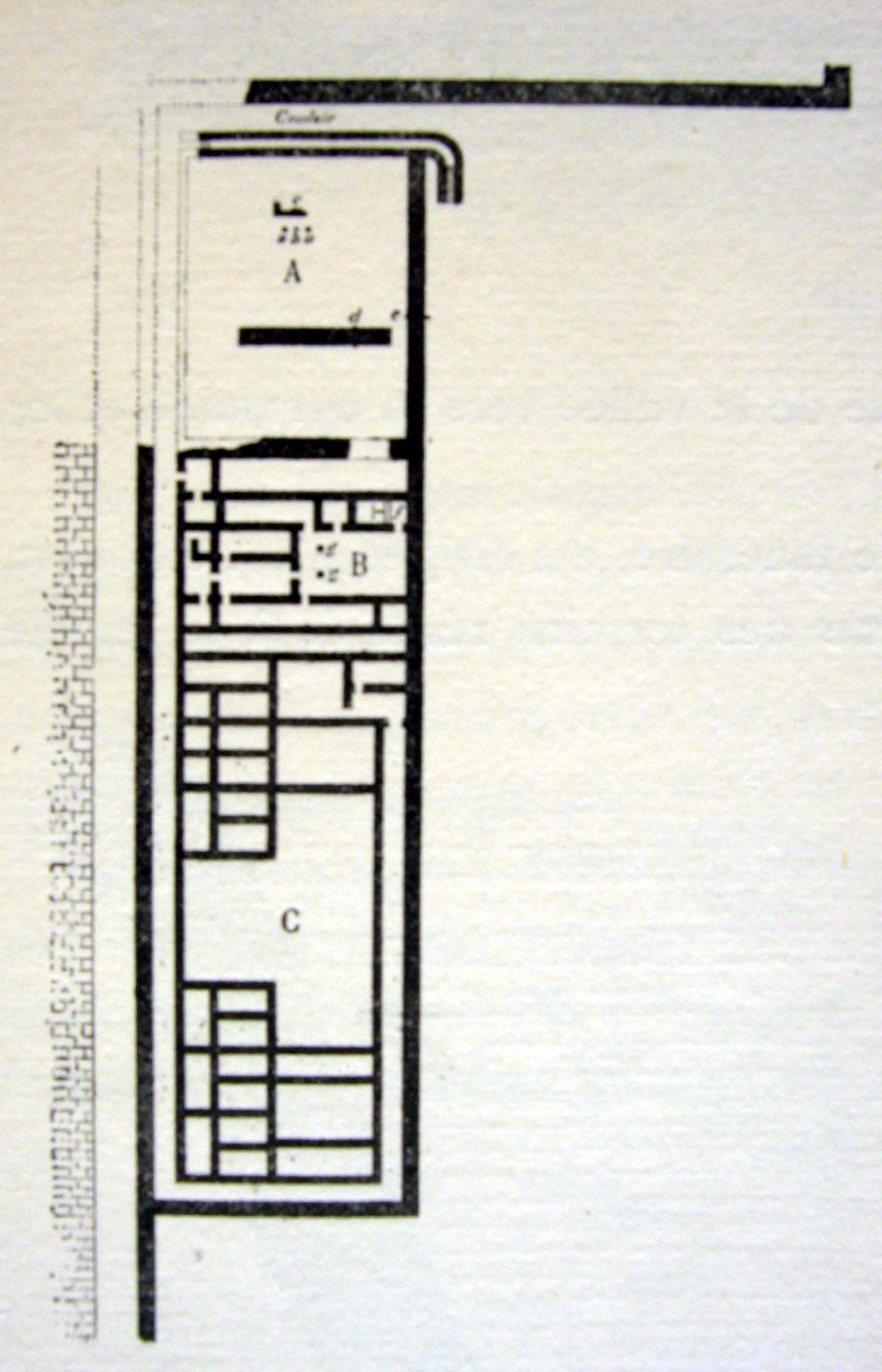
Plan du temple adjacent à l'avenue (dessin : Franck Monnier).

La cour A renfermait les restes d'un naos (c) et deux bases de colonnes (a), un petit autel (b) et une foule de fragments de bas-reliefs, de frises, de corniches, parmi lesquels se trouvait fréquemment répété le cartouche du roi Amenemhat III. Des débris de colonnes et de chapiteaux prouvent qu'en ce lieu s'éleva jadis un édifice important.
Aux points d et e, j'ai rencontré traversant le mur des conduits de calcaire dont la destination m'est restée inconnue.
Plus à l'est, au milieu des appartements, se trouvait en f un évier en pierre calcaire, puis une salle B, jadis ornée de deux colonnes (g). Les chambres se continuent vers l'orient souvent séparées par des cours dont la plus grande (C) affecte la forme d'un marteau.
Dans la partie occidentale de cette construction, les restes des murs s'élevaient encore à un mètre environ. Au-dessus du dallage de briques crues j'ai pu retrouver l'emplacement de chacune des portes, dans le reste du monument il n'existait plus que les fondations des murailles.
À mon sens, les diverses pièces étaient toutes voûtées, les murs en étaient crépis et grossièrement peints. Quelques fragments montrent encore les couleurs ; ils étaient noirs jusqu'à hauteur d'appui, une bande horizontale jaune et rouge limitait la partie sombre du haut qui était peint en jaune.
Plus à l'est, près du pont de la grande cour de l'avenue, j'ai rencontré les restes d'édifices ornés où le cartouche d'Amenemhat III revient à chaque instant dans les débris de sculptures sous la forme Ra-n-mat. Mais ces fragments, bien que nombreux, étaient dans un tel désordre qu'il ne m'a pas été possible de reconstituer la moindre partie de ces monuments.
Au sud de l'avenue, il n'existe pas de constructions situées comme au nord contre la muraille, seul un mur transversal court du nord au sud, mais il est si ruiné que je n'ai pu le suivre jusqu'à son extrémité. Près de ce mur, dans les débris provenant d'un édifice disparu, j'ai rencontré bon nombre de fragments de bas-reliefs, parmi lesquels un montant de porte en grès portant le cartouche « Amenemhat » du roi-constructeur de tous ces monuments.

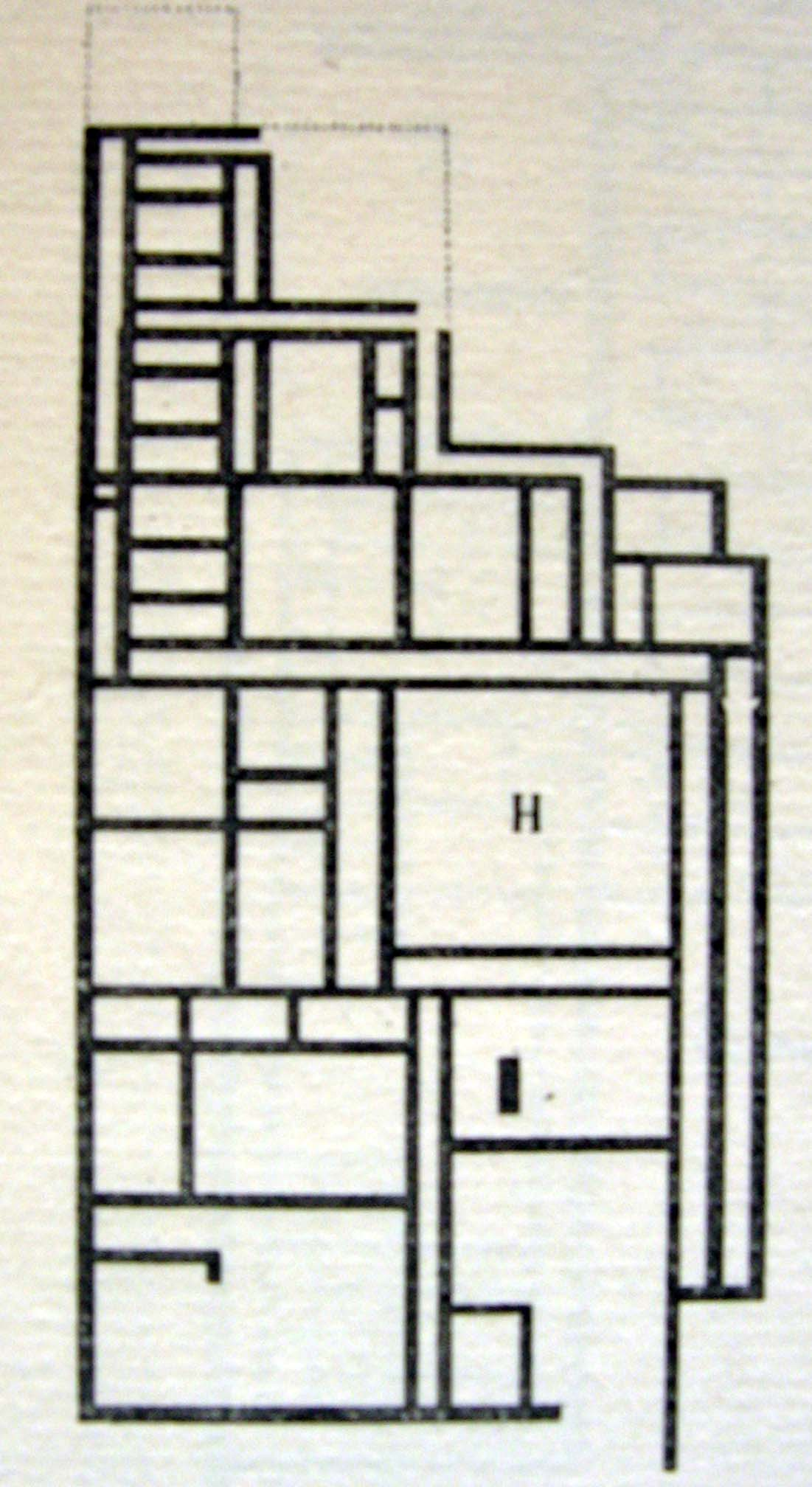
Plan des constructions sud (dessin : Franck Monnier).

Dans les terrains qui se trouvent situés au sud de l'avenue sont encore les ruines d'une énorme construction, analogue à celle dont j'ai parlé et qui se trouve située au nord. Je n'entrerai pas dans le détail de ces bâtiments dont nous ne connaissons que le plan.
Les mastabas contemporains d'Amenemhat III couronnent toutes les collines des environs, ils sont aisément visibles, sans même qu'on y pratique de fouilles. Je ne les ai point attaqués, je me suis contenté d'ouvrir une dizaine de puits situés au nord de l'avenue et à vingt mètres environ.
Ces tombeaux sont en tous semblables à ceux dont j'ai déjà parlé pour la XIIe dynastie dans la nécropole de Dahchour, ils possédaient autrefois leurs mausolées de briques crues, revêtues de calcaire de Tourah. La plupart ont été pillés, toutefois j'en ai rencontré un intact dont le mobilier funéraire était semblable à celui des tombeaux de particuliers déjà décrits. Il contenait deux momies : l'une, renfermée dans un sarcophage de bois et dans un cercueil anthropoïde, l'autre dans un simple cercueil dont la tête était dorée.
Tels sont les résultats de mes fouilles dans les alentours de la pyramide d'Amenemhat III. J'ai couvert le sol de milliers de sondages, afin de ne laisser échapper aucun document, j'ai déblayé tous les édifices que je rencontrais, j'ai donc la certitude qu'il n'existait pas d'autres monuments que ceux qui sont portés sur mes plans.

Quant à l'usage primitif des deux bâtiments qui avoisinent l'avenue du temple funéraire, il ne m'est pas possible de le retrouver. J'avais pensé tout d'abord que ces constructions n'étaient autres que de vastes mastabas et le nom de la reine Aat me venait à l'esprit, mais après avoir examiné le sol avec le plus grand soin, après avoir sondé non seulement près de ces monuments, mais sous le dallage de chacune des chambres, j'ai dû renoncer à cette opinion pour supposer que ce sont, soit les restes de temples accessoires, soit ceux des habitations dans lesquelles vivaient les prêtres chargés de la garde du tombeau royal et de l'entretien de son temple. Mais je le répète, ce ne sont là que des suppositions. »

### Les souterrains
« 

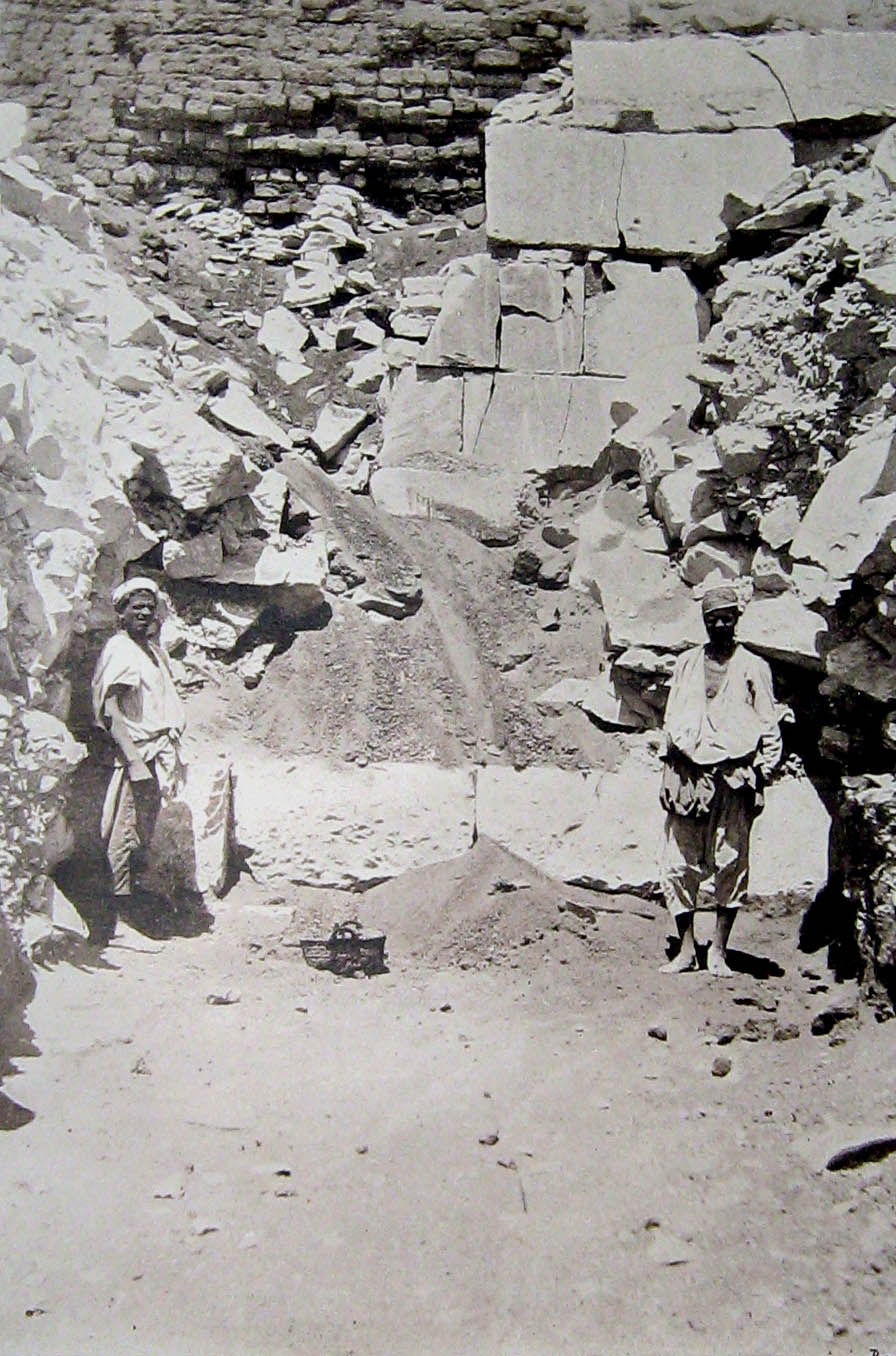
Parement de la pyramide, en 1894.

Pendant que j'examinais à loisir tous ces détails extérieurs, mes travaux souterrains avançaient vers le centre de la pyramide. Désireux de conserver intact ce monument, le seul de ce genre qui ait été respecté par le temps et par les fellahs, j'ai ouvert une tranchée inclinée au milieu de sa face septentrionale et à quatorze mètres du pied du revêtement, de telle sorte qu'en donnant à mon entrée à ciel ouvert une pente suffisante, il m'était aisé de commencer mes travaux en galerie à 1,50 mètre environ au-dessous des assises inférieures de la pyramide et de la conserver intacte.
Cette tranchée, se trouvant au fond d'un entonnoir ouvert en 1894 dans les éboulis, afin de rechercher le pied du revêtement, était sans cesse exposée à être ensevelie sous les matériaux croulants qui l'entouraient, aussi ai-je boisé une partie de ce travail primitivement à ciel ouvert.
Cette galerie d'attaque, inclinée jusqu'à ce que je sois parvenu à huit mètres de profondeur sous la dernière assise de briques, est dirigée du nord au sud et marche directement vers le centre de la pyramide, où, suivant les théories admises, devait se trouver la chambre royale. Cette galerie fut prolongée jusqu'à vingt mètres au-delà du point de fonction des diagonales du monument et ne rencontre rien.
Un puits creusé au centre même me permit d'atteindre dix-huit mètres de profondeur, sans qu'il y eût trace de constructions.
Dans mes travaux sous la pyramide d'Usertesen III j'avais trouvé la chambre royale au nord-ouest du centre du monument. Aussi, raisonnant par analogies, ai-je pensé que celle d'Amenemhat III pouvait se trouver dans une position homologue par rapport aux axes de la pyramide. Le 12 décembre je fis commencer la galerie C qui ne donna aucun résultat, puis furent faites les galeries transversales d, e et f, g. La première et la troisième suivirent le niveau de huit mètres, la seconde fut creusée en montant et en g atteignirent les premières couches de briques de la pyramide.

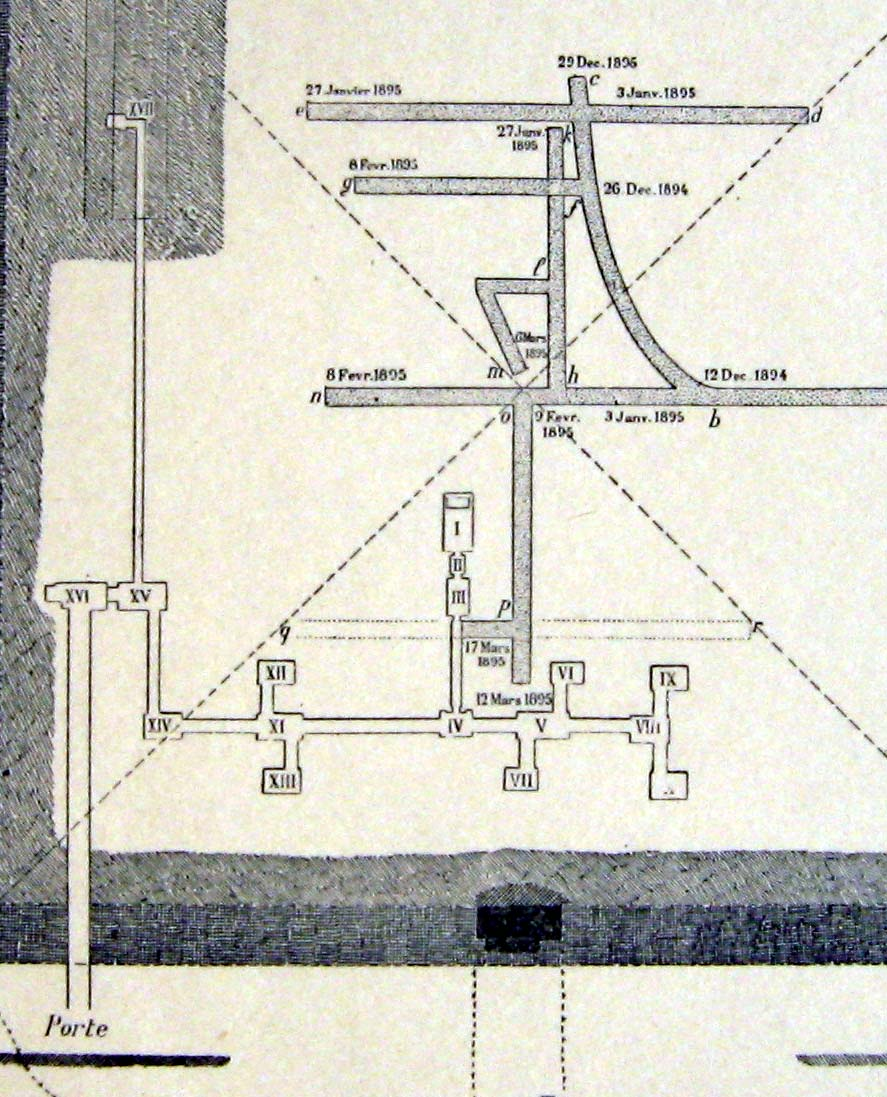
Plan des galeries creusées par De Morgan (en bas à gauche, l'entrée est) (dessin : Franck Monnier).

Ces travaux achevés sans résultats, comme j'avais visité tous les terrains de l'ouest, je concentrai mes efforts sur le centre et là encore les galeries montantes h, k et l, m atteignirent les briques, sans que les chambres royales fussent rencontrées.
Je dirigeai dès lors vers l'est mon attaque, une galerie o, p fut faite sans résultats et je commençai la traverse r, q qui devait explorer toute la face orientale. C'est en faisant ce travail que le 17 mars je rencontrai le couloir des appartements royaux. J'ai marqué en pointillé sur mon plan les galeries p, q en partie et q, r en totalité, car tous ces travaux furent exécutés après que les plans en eurent été tracés à l'avance. J'étais arrivé à manier si bien mes ouvriers mineurs que je pouvais leur faire exécuter les travaux d'après mes plans à la condition d'exercer sur eux une surveillance incessante.
Aux difficultés de faire exécuter un tracé précis par des hommes absolument ignorants dans l'art du mineur, était venue s'en joindre une autre plus grave. Les argiles dans lesquelles je creusais mes galeries étaient croulantes par places et je dus exécuter une très grande longueur de boisages. Pour ce travail encore je dus former des ouvriers et pendant les premiers jours placer les cadres de mes propres mains, mais peu à peu mes charpentiers se formèrent et vers la fin des travaux j'avais en eux des gens expérimentés et exécutant les boisages comme l'eussent fait des européens.
La longueur totale des galeries ouvertes sous cette pyramide était de 225 mètres, sur lesquels 92 mètres furent garnis de boisages. Jamais travail souterrain aussi considérable n'avait été fait en Égypte pour la recherche d'un tombeau ; il dura cent jours environ, du 5 décembre 1894 au 17 mars 1895.
Si j'insiste sur les travaux considérables qui ont été effectués pour arriver à la découverte du tombeau royal, c'est bien pour montrer qu'au préalable toutes les suppositions avaient été faites, tous les calculs tentés pour trouver la solution la plus rapide. Admettant, pour donner satisfaction à quelques hypothèses, que la chambre royale devait être au centre, c'est vers le centre que j'ai dirigé ma galerie maîtresse ; c'est au centre que j'ai fait le plus grand nombre de rameaux de recherches, que j'ai foré un puits de dix mètres, explorant ainsi une épaisseur des couches de dix-huit mètres au-dessous du monument. Le résultat définitif a prouvé une fois de plus que les théories étaient en défaut.

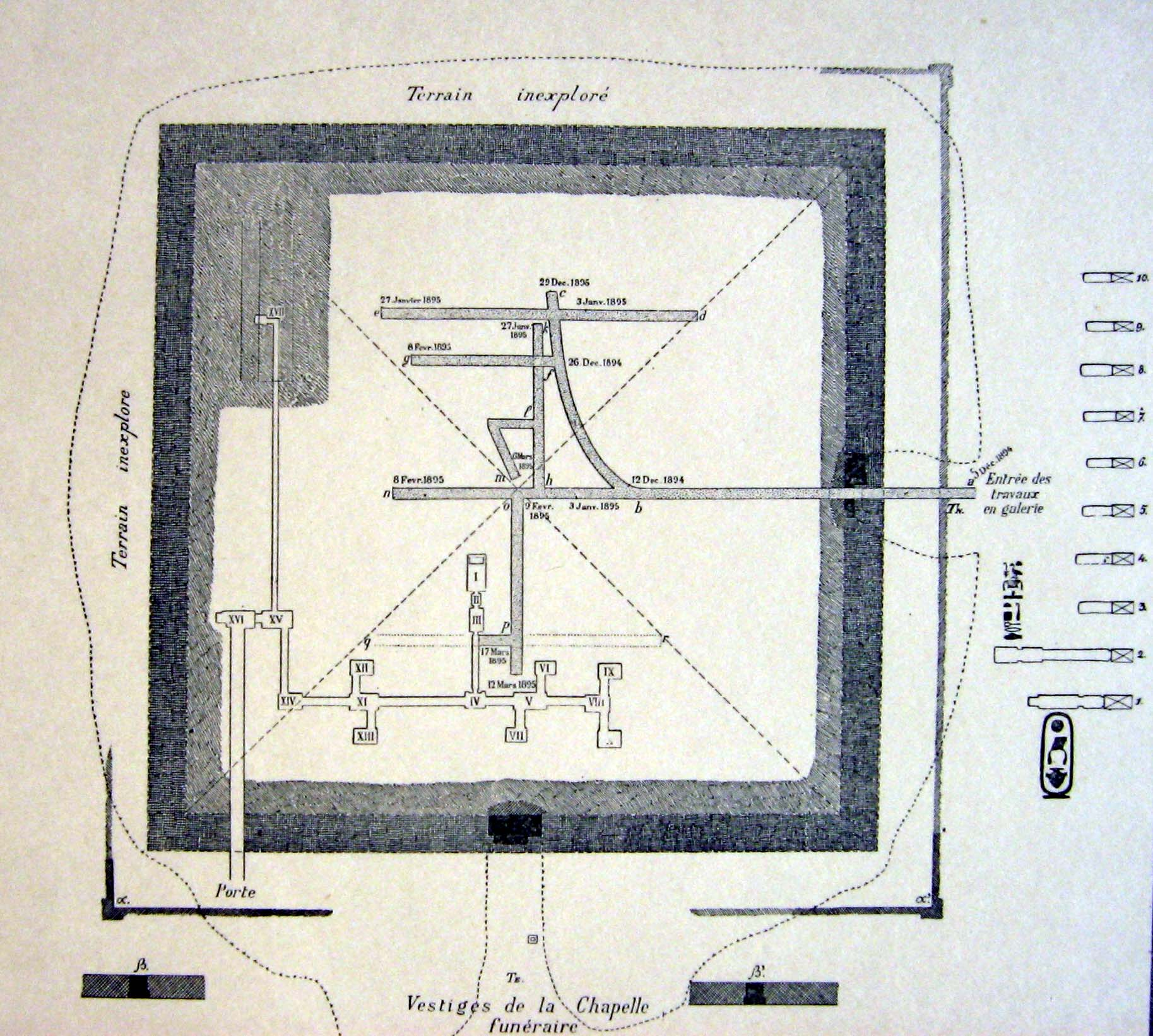
Plan des recherches de De Morgan.

Le 17 mars j'étais au Caire pour quelques jours, quand M. G. Legrain m'envoya un exprès : on venait de rencontrer les dalles formant le plafond d'un couloir. Rien ne fut touché en mon absence et dès mon arrivée, après avoir fait briser une pierre de taille, je pénétrai le premier dans les appartements royaux.
Il régnait un grand désordre dans ces couloirs et dans ces chambres où tout avait été brisé. Je les parcourus à plat ventre au milieu des débris de tout genre et j'en fis commencer le déblaiement qui dura du 19 mars au 25 avril. Le transport des matériaux était très pénible par la chaleur qui régnait dans les appartements, l'air ne se renouvelait que très difficilement.
La chambre royale (I) renferme un magnifique sarcophage de granit rose. Elle était autrefois remplie à l'aide de pierres de taille sur lesquelles étaient des marques tracées en noir. Les coordonnées du sarcophage, par rapport au centre de la pyramide, sont dix mètres au sud et sept mètres à l'est.
Deux chambres (II et III), inégales de dimensions, précèdent la chambre du roi, puis vient un long couloir s'ouvrant dans la pièce IV ; là, un autre corridor, dirigé du nord au sud, s'étend sous toute la face de la pyramide. Au nord, il donne accès dans les chambres V, VI, VII, VIII, IX, X ; au sud, il traverse le groupe des salles XI, XII, XIII et s'arrête à la chambre XIV.
En ce point un autre couloir reprend à angle droit et se dirige vers l'ouest ; il conduit à la salle XV qui elle-même communique avec la salle XVI placée juste en face de l'une des descenderies de la pyramide.
De la salle XV part un autre couloir, long de 41,75 mètres, qui par la petite chambre XVII communique avec une autre entrée.
Toute la construction est en pierre de Tourah, les couloirs sont couverts de blocs placés à plat, les chambres le sont de voûtes semblables à celles de la pyramide d'Usertesen III.
Autrefois les chambres I, II et III étaient remplies de pierres de taille, les salles IV, V, VI, VII, VIII, IX, X, XI, XII, XIII, XIV et XV l'étaient de briques crues, les couloirs avaient été laissés vides.
Le déblaiement de ces immenses appartements ne fournit presque rien, les murs, très soigneusement parés, ne portaient aucun texte. Dans les décombres les ouvriers ont rencontré quelques maillets de bois et un fragment de vase canope ayant appartenu à une princesse Hathor-Hotep qui bien certainement n'avait pas son tombeau dans les appartements royaux.

Un fait singulier est que la plupart des chambres, remplies de briques, n'ont pas été ouvertes par les pillards. Je les ai fait vider : elles ne renfermaient absolument rien, leur dallage fut soulevé, il reposait sur l'argile en place, leurs murailles furent percées, elles étaient appuyées aux mêmes argiles. Dans toute cette étendue de couloirs et de chambres, il n'existait qu'un seul sarcophage, celui du roi que les pillards avaient visité. »
— Jacques de Morgan, Fouilles à Dahchour en 1894-1895.